# Slag in de Bismarckzee

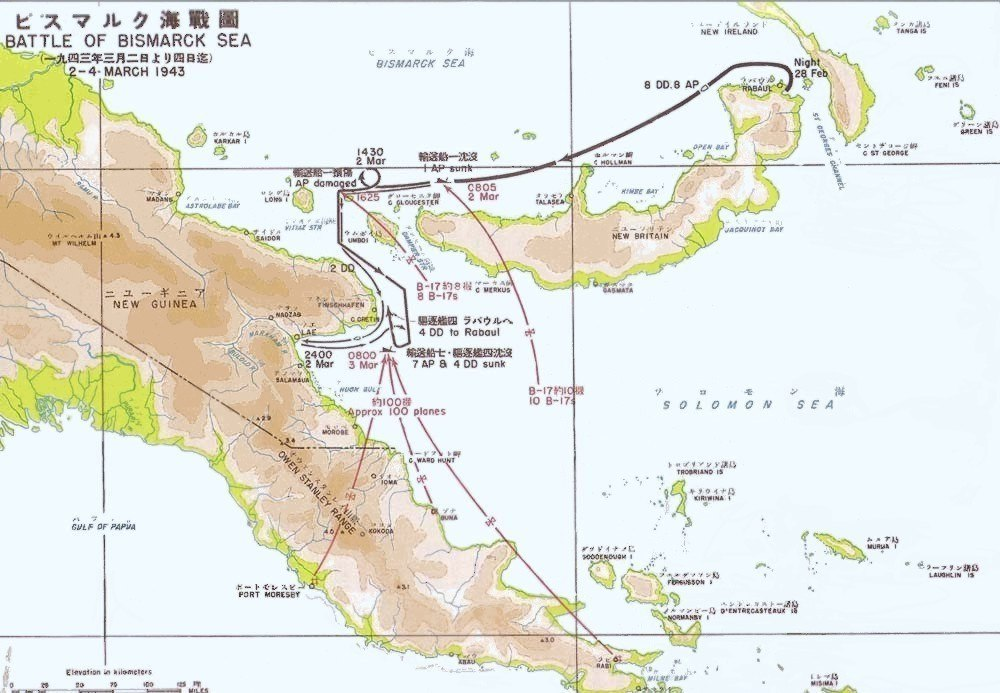
Kaart: geografisch bezien vond de onderschepping op 2 maart plaats aan de rand van de Bismarckzee, die op 3 en 4 maart aan de rand van de Salomonzee: de naam is niet gekozen vanwege geografische nauwkeurigheid (DD = torpedobootjager, AP = transportschip).

De Slag in de Bismarckzee was een succesvolle onderschepping in begin 1943 (2 tot 4 maart) van een Japans konvooi rond de westpunt van Nieuw-Brittannië. Dit konvooi was onderdeel van de Japanse campagne om Papoea Nieuw Guinea te veroveren.
Voor de geallieerden (Amerika en Australië) was de actie een welkome overwinning; verder was dit een belangrijke stap in de ontwikkeling van  tactieken om schepen succesvol aan te vallen. De onderschepping bevestigde (wederom) dat het luchtwapen van beslissend belang was.

## Achtergrond
In januari-februari 1942, al snel na de aanval op Pearl Harbor, bezetten de Japanners Rabaul (op Nieuw-Brittannië). In maart 1942 bezetten de Japanners Lae aan de noordkust van oostelijk Nieuw Guinea. Hun poging om Port Moresby aan de zuidkust van Nieuw Guinea over zee te bereiken werd verhinderd in de Slag in de Koraalzee in mei 1942.

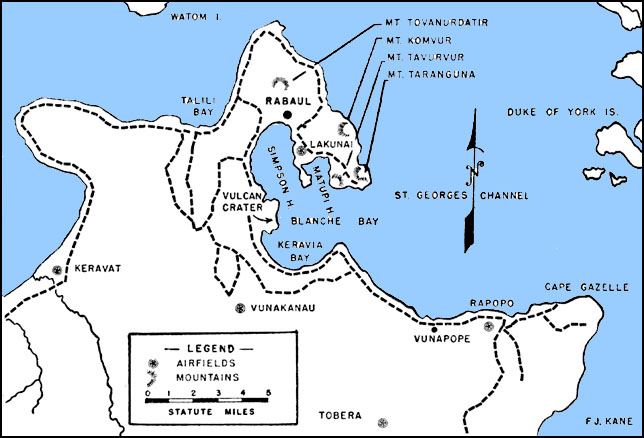
Rabaul

De Japanners kozen Rabaul als plaats voor een grote basis voor verdere operaties: Rabaul heeft een grote natuurlijke haven en lag gunstig ten opzichte van de bestaande grote Japanse basis op Truk (nu Chuukeilanden). Toen de poging om Port Moresby via zee te veroveren was mislukt, besloten de Japanners om Lae te gebruiken als basis om Port Moresby over land aan te vallen. De benodigde troepen en voorraden zouden via Rabaul naar Lae aangevoerd worden. Nadat de Japanners gedwongen waren zich van Guadalcanal terug te trekken werd de campagne in Nieuw Guinea des te belangrijker geacht.
Een eerder konvooi, in januari, was grotendeels succesvol in Lae aangekomen, ondanks verwoede luchtaanvallen door de geallieerden. Dit latere konvooi vertrok op 28 februari 1943 uit Rabaul, langs de noordkust van Nieuw-Brittannië; het bestond uit acht transportschepen, zeven voor troepen en een met brandstof, en acht torpedobootjagers.
Van de kant van de geallieerden was de mislukte poging om het konvooi in januari tegen te houden een bron van frustratie. Het was duidelijk dat de luchtaanvallen ongecoördineerd waren geweest en zo het Japanse konvooi gelegenheid had gegeven de bommen te ontwijken. De oplossing werd gezocht in aanvallen van lage hoogte (circa vijftien tot dertig meter), en daartoe werden A-20 Havocs / Bostons en B-25 Mitchells uitgerust met extra machinegeweren. De theorie was dat dit het niet alleen mogelijk zou maken om de luchtafweer op de schepen onschadelijk te maken, maar ook zou helpen om de bommen doel te laten treffen (als de kogels van de machinegeweren op het schip terecht kwamen, kon een bom er niet ver naast gaan). Wel werd het daarbij nodig om de ontsteking van de bommen bij te stellen, zodat deze pas zouden ontploffen als het vliegtuig uit de gevarenzone was. Er werd uitgebreid met de nieuwe taktiek geoefend.

## De onderschepping
De geallieerden wisten via ultra dat er een konvooi zou komen, maar pas toen het in de buurt kwam van de westpunt van Nieuw Brittannië, op 1 maart laat in de middag, werd het voor het eerst door een vliegtuig gespot. 
Op 2 maart begonnen de geallieerden met een aanval op het vliegveld van Lae, dit om Japanse luchtsteun voor het konvooi te bemoeilijken. Een groep van ongeveer dertig B-17's viel het konvooi aan en bracht een transportschip tot zinken. Twee van de Japanse torpedobootjagers wisten een kleine duizend (van de circa twaalfhonderd) manschappen te redden en brachten deze naar Lae, om de dag daarop terug te komen om weer het konvooi te beschermen. B-17's deden 's avonds nog een tweede aanval.

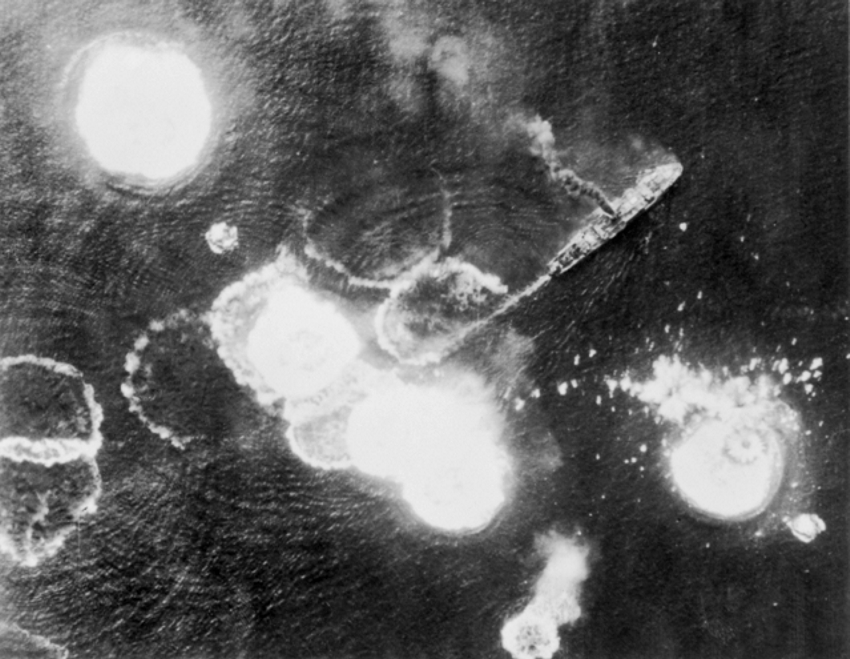
3 maart 1943: ontploffende bommen die bijna raak waren.

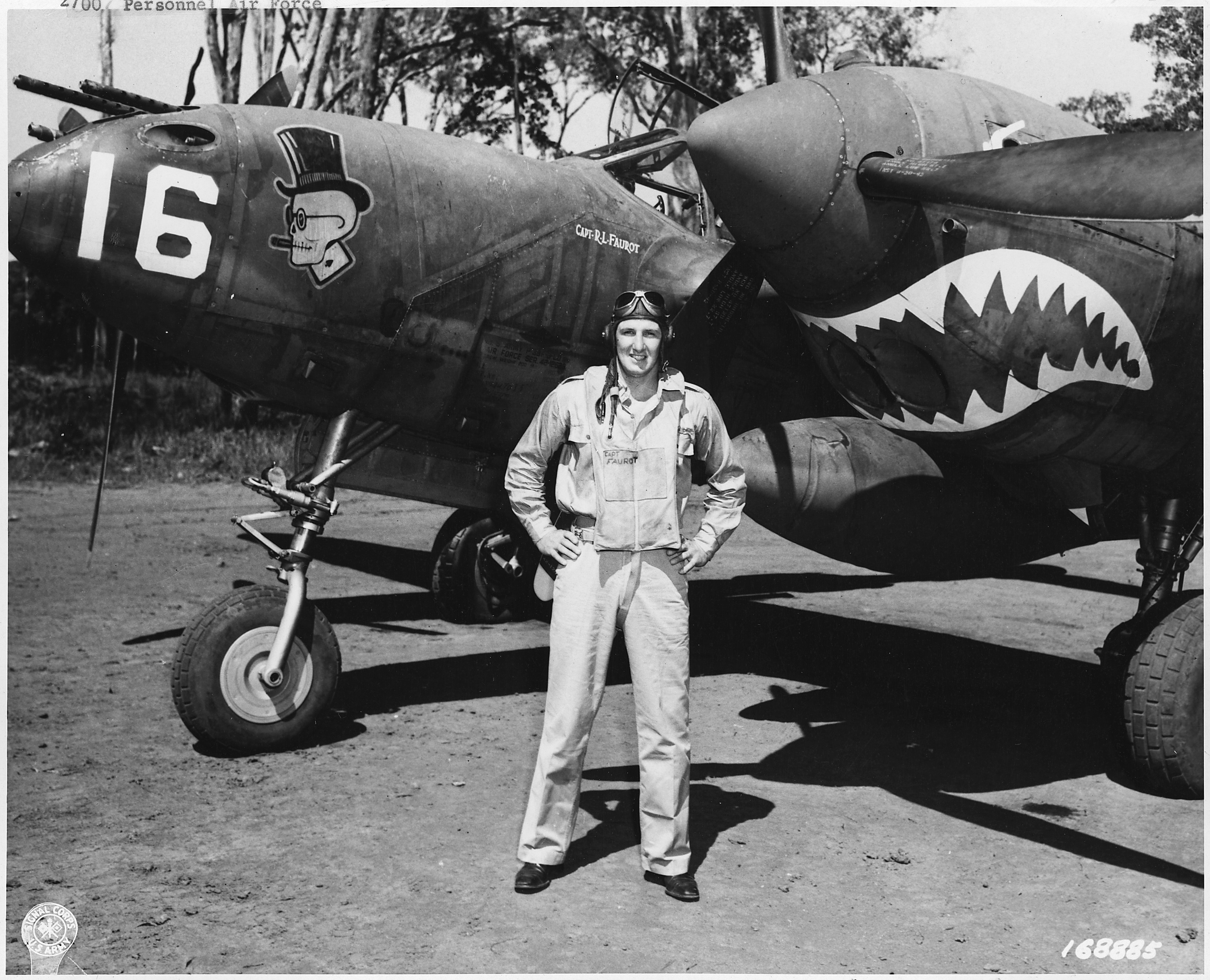
Piloot van P-38 Lightning die dekking gaf aan bommenwerpers, maar op 3 maart werd neergeschoten.

Op 3 maart was het konvooi dichterbij geallieerde vliegvelden gekomen, en daarmee in het bereik van meer types vliegtuigen. Vanaf een vliegveld bij Milne Bay werd een aanval geprobeerd met Beaufort torpedobommenwerpers, zonder effect. Vanaf Port Moresby werd wederom het vliegveld van Lae aangevallen, en vertrok een groep van negentig toestellen richting konvooi. Een gemengde groep B-17's en B-25's viel aan van normale hoogte; dit leidde ertoe dat het konvooi zich verspreidde, wat geconcentreerde luchtafweer bemoeilijkte. Ook botsten twee van de schepen met elkaar. Een vlucht van dertien Beaufighters zette een aanval in op laag niveau, en wekte zo de indruk dat ook dit Beauforts waren. De Japanse torpedobootjagers draaiden zich naar de aanval toe teneinde een zo klein mogelijk doel aan de verwachte torpedo's te bieden. Dat betekende wel dat de Beaufighters met hun kanonnen (20mm) en mitrailleurs de hele lengte van het schip konden bewerken terwijl ze overvlogen. Het effect op de volgepakte schepen was dramatisch. Hierna volgden nog aanvallen van aangepaste A-20's en B-25's met vergelijkbare effecten. Zo'n twintig minuten na het begin van de aanval was van het konvooi nog niet de helft over. Een tweede aanval volgde 's middags.
In de nacht van 3 op 4 maart kwam een groep Amerikaanse motortorpedoboten (PT boats) om het enig overgebleven (maar al in brand staande) transportschip tot zinken te brengen. In de ochtend wist een B-17 nog een torpedobootjager tot zinken te brengen, daarmee het totaal aantal vernietigde torpedobootjagers op vier brengend.
De overgebleven torpedobootjagers wisten nog wel veel Japanse troepen te redden en terug te brengen naar Rabaul. De niet door torpedobootjagers geredde Japanse troepen werden in het water  (en in reddingsbootjes) beschoten door geallieerde vliegtuigen en torpedoboten.

## Gevolgen
De geallieerden presenteerden dit als een welkome overwinning: in hun propaganda stelden de Amerikanen het voor dat de Japanners vijftienduizend man verloren hadden. Hoewel dit niet klopte was de overwinning significant genoeg: van de ongeveer zevenduizend man die de Japanners wilden aanvoeren, sneuvelden er ongeveer drieduizend. Ongeveer duizend kwamen wel aan in Lae, maar de meeste daarvan hadden hun voorraden en veel van hun uitrusting verloren. Zo'n drieduizend werden teruggebracht naar hun uitgangspunt, maar ook zonder hun voorraden en veel van hun uitrusting. 
Voor de Japanners was duidelijk dat normale transportschepen voortaan kansloos waren waar de geallieerden luchtoverwicht hadden.

## Overig

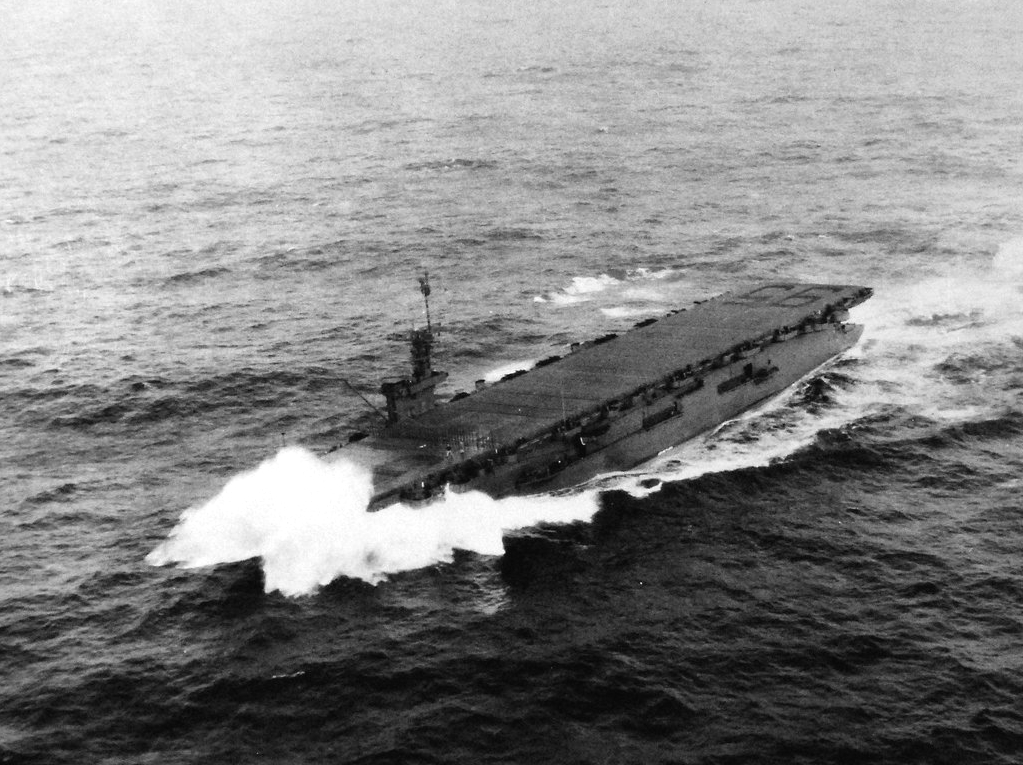
De USS Bismarck Sea, in 1944.

De Amerikaanse marine vernoemde in 1944 een (klein) vliegdekschip (een escort carrier) naar de 'slag': deze USS Bismarck Sea werd het laatste Amerikaanse vliegdekschip ooit dat door een vijand tot zinken gebracht werd (1945).